# Raduga Ch-65
Raduga Ch-65 – rosyjski taktyczny pocisk manewrujący.
Ch-65 jest zmodyfikowana odmianą rakiety Raduga Ch-55. Modyfikacje miały na celu zmniejszenie zasięgu z 2500-3000 do poniżej 600 km oraz zastąpienie głowicy atomowej konwencjonalną. Opracowanie takiego pocisku było wymuszone postanowieniami traktatu SALT II, zgodnie z którymi samoloty przenoszące pociski rakietowe o zasięgu powyżej 600 km były traktowane jako bombowce strategiczne, a liczba takich samolotów na uzbrojeniu ZSRR i USA została ściśle ograniczona.
Pierwsze informacje na temat Ch-65 zostały udostępnione na Mosaeroshow'92. Według nich projektowana rakieta miała zasięg 500-600 km. W 1993 roku po raz pierwszy zaprezentowano makiety pocisku oznaczonego jako Ch-65SE. Zmianie uległ podawany zasięg rakiety, który miał zależnie od wysokości odpalenia zmieniać się od 250 do 280 km. Pocisk miał przenosić głowicę konwencjonalną i mieć kombinowany układ naprowadzania składający się z układu nawigacji bezwładnościowej i aktywnej głowicy radarowej służącej do precyzyjnego naprowadzania pocisku na cel. Rakieta miała służyć do zwalczania dużych okrętów o SPO powyżej 300 m². Ch-65 napędzany jest silnikiem odrzutowym wysuwanym po starcie pod ogonową cześć pocisku.

## Dane taktyczno-techniczne Ch-65
- Masa: 1250 kg
- Masa głowicy bojowej: 410 kg
- Długość: 6,04 m
- Średnica kadłuba: 0,514 m
- Rozpiętość: 3,10 m
- Prędkość: 0,48-0,77 Ma
- Zasięg: 250-280 km
- Wysokość lotu: 10-110 m